# Arnau García
Arnau García Barceló, más conocido como Arnau García (Granollers, 12 de junio de 1994) es un jugador de balonmano español que juega de lateral izquierdo en el US Ivry Handball. Es internacional con la selección de balonmano de España, con la que debutó el 28 de octubre de 2017 contra la selección de balonmano de Alemania.
Arnau salió de la cantera del BM Granollers donde comenzó su carrera deportiva.

## Carrera deportiva
Formado en la cantera del Club Balonmano Granollers en la temporada 2011-12 da el salto al primer equipo. Sin embargo, hasta 2015 su participación en el equipo catalán es pequeña. En la temporada 2015-16 jugó 28 partidos y marcó 80 goles y en la temporada 2016-17 jugó 30 partidos, marcando 94 goles.
Su buen rendimiento hizo que el Fenix Toulouse HB de la LNH le fichase en verano de 2017.
Tras realizar un buen inicio de temporada con el Fenix Toulouse HB fue convocado con la Selección de balonmano de España para dos amistosos frente a la Selección de balonmano de Alemania en el mes de octubre. Finalmente debutó con la selección el 28 de octubre de 2017 frente a la selección alemana.

## Palmarés

### Benfica
- Liga Europea de la EHF (1): 2022

## Clubes
| Club              | País     | Año         |
| ----------------- | -------- | ----------- |
| Granollers        | España   | 2011 - 2017 |
| Fenix Toulouse HB | Francia  | 2017 - 2020 |
| SL Benfica        | Portugal | 2020 - 2023 |
| US Ivry Handball  | Francia  | 2023 - Act. |